# Armas hipersônicas de longo alcance

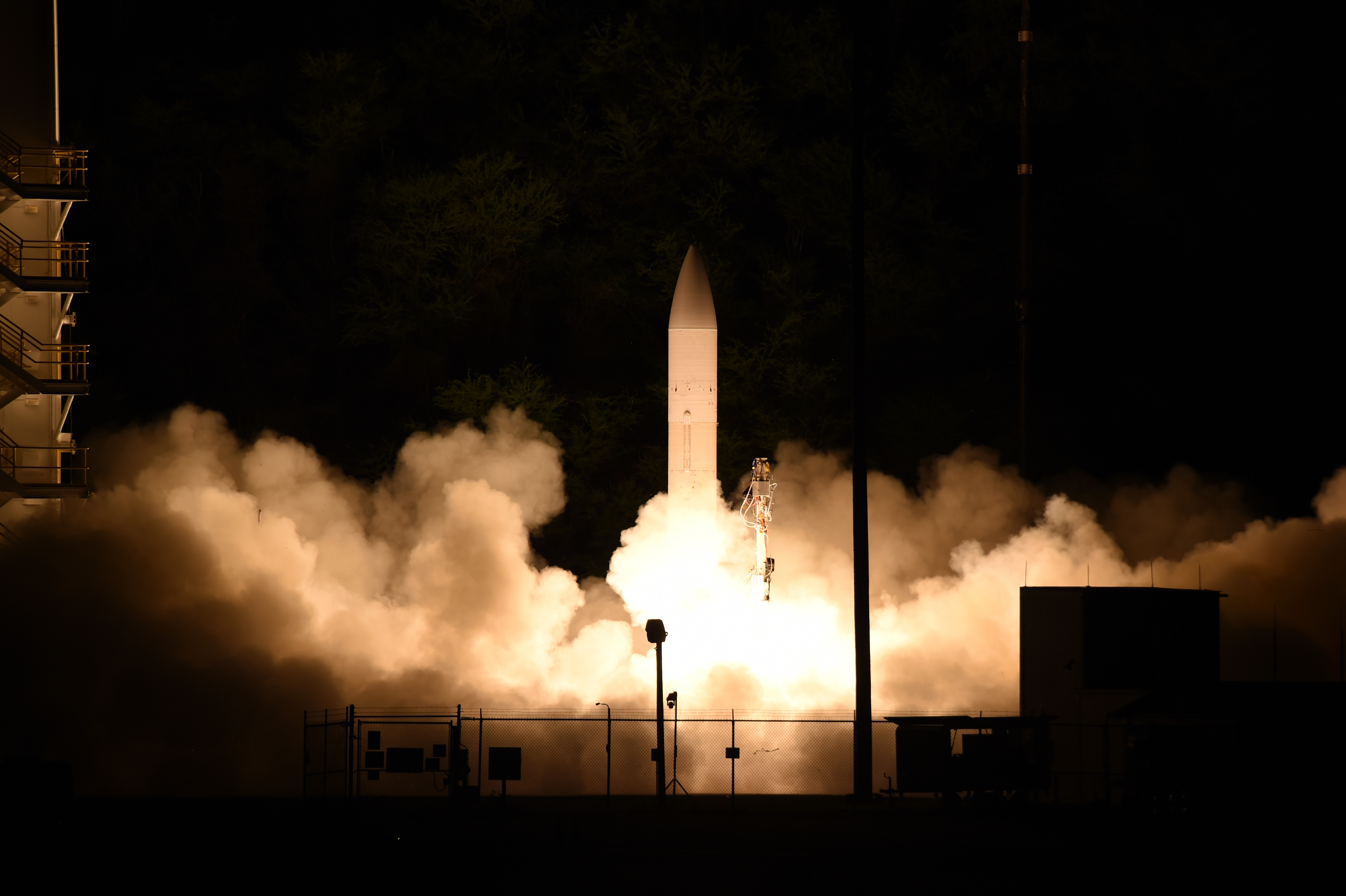
Lançamento de uma arma hipersônica de longo alcance

As armas hipersônicas de longo alcance são veículos ou mísseis capazes de quebrar a barreira do som (1 237 quilômetros por hora), bem como de qualquer sistema de defesa existente. Tais armamentos vem sendo desenvolvidos principalmente por China, Rússia e Estados Unidos.

## Tipos
Segundo especialistas, há dois tipos de armas hipersônicas:
- Veículos planadores hipersônicos (HGV, na sigla em inglês), que são enviados ao espaço, alcançam altas altitudes e, em seguida, retornam com trajetórias sem curso definido em direção ao alvo.
- Mísseis de cruzeiro hipersônicos (HCM, na sigla em inglês), um tipo de projétil que conta com um sistema de propulsão que quebra a barreira do som várias vezes.